# Down to Earth (chanson de Justin Bieber)
Pour les articles homonymes, voir Down to Earth.
Down to Earth est une chanson chantée et écrite par Justin Bieber. Il a écrit cette chanson à cause de la séparation de ses parents.